# أندرسون باك
أندرسون باك (بالإنجليزية: Anderson Paak) هو مغني،كاتب أغاني ورابر أمريكي ولد في أوكسنارد،كاليفورنيا في8 فبراير 1986.

## وصلات خارجية
- أندرسون باك على موقع IMDb (الإنجليزية)
- أندرسون باك على موقع ميوزك برينز (الإنجليزية)
- أندرسون باك على موقع ميوزك برينز (الإنجليزية)
- أندرسون باك على موقع ميوزك برينز (الإنجليزية)
- أندرسون باك على موقع أول ميوزيك (الإنجليزية)
- أندرسون باك على موقع ديسكوغز (الإنجليزية)
- أندرسون باك على موقع ديسكوغز (الإنجليزية)
- أندرسون باك على موقع ديسكوغز (الإنجليزية)
- أندرسون باك على موقع قاعدة بيانات الفيلم (الإنجليزية)